# خوسيه مانويل سيريزو
خوسيه مانويل سيريزو (بالإسبانية: José Manuel Cerezo)‏ هو منافس ألعاب قوى إسباني، ولد في 23 يونيو 1973 في مالقة في إسبانيا.

## وصلات خارجية
- خوسيه مانويل سيريزو على موقع الاتحاد الدولي لألعاب القوى (الإنجليزية)
- خوسيه مانويل سيريزو على موقع أوليمبيديا (الإنجليزية)